# Потока (Польща)
Потока (пол. Potoka) — село в Польщі, у гміні Міхалово Білостоцького повіту Підляського воєводства.
Населення — 64 особи (2011).
У 1975-1998 роках село належало до Білостоцького воєводства.

## Демографія
Демографічна структура станом на 31 березня 2011 року:
|          | Загалом | Допрацездатний вік | Працездатний вік | Постпрацездатний вік |
| -------- | ------- | ------------------ | ---------------- | -------------------- |
| Чоловіки | 40      | 8                  | 23               | 9                    |
| Жінки    | 24      | 7                  | 12               | 5                    |
| Разом    | 64      | 15                 | 35               | 14                   |